# トリフルバザム
トリフルバザム（英：Triflubazam）は、1,5-ベンゾジアゼピン誘導体であり、クロバザムに関連する薬物である。鎮静薬、抗不安薬としての作用を持ち、半減期と作用時間が長い。

## 関連記事
- ベンゾジアゼピン
- クロバザム
- CP-1414S
- トリフルノルダゼパム